# Santa Teresita (Cagayan)
Santa Teresita (Bayan ng Santa Teresita) är en kommun i Filippinerna. Kommunen ligger på ön Luzon, och tillhör provinsen Cagayan. Folkmängden uppgår till 13 804 invånare.
Santa Teresita är indelat i 13 barangayer.